# Zapteryx xyster
Zapteryx xyster és un peix de la família dels rinobàtids i de l'ordre dels rajiformes.

## Reproducció
És ovovivípar.

## Hàbitat
És una espècie associada als esculls de corall.

## Distribució geogràfica
Es troba a les costes del Pacífic oriental: Colòmbia i Panamà.